# Boek van de kinderlijke gehoorzaamheid
Het Boek van de kinderlijke gehoorzaamheid (Xiaojing) is een klassiek Chinees werk waarin werd beschreven hoe men zich diende te gedragen tegenover oudere mensen en tegenover personen met een hogere sociale status. Het is geschreven in de vorm van dialogen die Confucius zou hebben gehad met een van zijn leerlingen. Het behandelde thema, kinderlijke gehoorzaamheid, raakt de kern van het Confucianisme. Het boek wordt dan ook gerekend tot de Confucianistische Klassieken en beschouwd als een inleiding op de Vijf Klassieken. Het begrip xiao wordt vaak vertaald met kinderlijke piëteit, maar deze vertaling is enigszins misleidend, omdat respectvol gedrag wederzijds diende te zijn.

## Ontstaan
Onder de Han-dynastie werd het werk toegeschreven aan Confucius. Tussen de Han en Tang-dynastie werd zijn leerling Zengzi (曾子 of Zeng Can 曾參, 505-436 v.Chr.?) gezien als samensteller. Vanaf de Song-dynastie kregen leerlingen van de volgende generatie die rol toebedeeld. Volgens de wetenschapper Zhu Xi (1130-1200) bevatte de Xiaojing onderdelen die afkomstig waren uit de Zuozhuan en de Guoyu (國語, Verhandelingen over de Staten). Dat waren teksten die nog niet bestonden ten tijde van Confucius. Hij stelde dan ook dat het materiaal van de Xiaojing afkomstig moest zijn uit twee afzonderlijke periodes, de tijd van Confucius zelf en een periode van na 300 v. Chr, dus na het verschijnen van de Zuozhuan en de Guoyu. Ook andere bronnen vermeldden de hoge ouderdom van de Xiaojing. Volgens de Hanshu bestond het boek reeds aan het begin van de Han-dynastie. De Lüshi chunqiu (呂氏春秋. De Lente en Herfst Annalen van mijnheer Lü), die rond 240 v.Chr. werd samengesteld, bevatte twee omvangrijke citaten uit de 'Xiaojing'.
Volgens de Han Shu kende het werk zowel een guwen ('oude tekst') als een jinwen ('nieuwe tekst') versie. De nieuwe tekst is weliswaar doorgegeven door vijf verschillende personen (vijf scholen), maar zij baseerden zich allen op dezelfde tekst. De oude tekst versie was volgens de traditie (samen met oude tekstversies van de Shujing, Liji en Gesprekken van Confucius) rond 130 v.Chr. gevonden in een muur van het huis van Confucius, toen dat werd verbouwd tot een deel van een paleis. Die guwen-versie van de Xiaojing bevatte 22 secties (章, zhang), vier meer dan de jinwen-versie. Daarvan waren drie het gevolg van splitsingen van bestaande jinwen-secties, één sectie was nieuw. De titel daarvan luidde waarschijnlijk guimen (閨門, 'Smalle toegangspoort'). De guwen-versie zou pas tijdens de regering van keizer Zhao (昭帝, 86-74 v.Chr.) aan de keizerlijke bibliotheek zijn toegevoegd.
De eerste geredigeerde versie van de Xiaojing was die van Liu Xiang, die, na beide versies kritisch met elkaar te hebben vergeleken, 18 secties overhield. Aan het einde van de Han-tijd verscheen een commentaar op de nieuwe tekst-versie, de Xiaojing Zhengzhu (孝經鄭注, Commentaar van Zheng op de Xiaojing). Sinds de 4e eeuw werd betwijfeld of het hier om Zheng Xuan (鄭玄, 127-200) ging. Dit omdat noch Zheng Xuan noch zijn leerlingen melding maakten van dit commentaar.
Tijdens de Liang-dynastie (502-557) steunde de keizerlijke regering zowel de studie van de commentaren op de jinwen als op de guwen-versie. Het guwen-commentaar stond bekend onder de naam Kong Anguo zhuan Xiaojing (孔安國傳孝經, 'Commentaar van Kong Anguo op de Xiaojing'). Daarmee werd de oude tekst verbonden met Kong Anguo, een afstammeling van Confucius die eeuwen daarvoor een oude-tekst versie van het Boek der Documenten had gepresenteerd. Het commentaar op de Xiaojing uit de Liang-dynastie was bijna zeker een vervalsing en raakte spoedig verloren. Dit gold ook voor een gelijknamig commentaar dat gedurende de Sui-dynastie opdook.
Keizer Xuanzong (712-756) maakte een einde aan de discussies over de echtheid van beide commentaren door in 722 (en opnieuw in 743) persoonlijk een commentaar te schrijven (yuzhu, 御注, 'het keizerlijke commentaar'). Dit bestond uit een voorwoord (xu) en het eigenlijke commentaar (zhu, 注) en werd in 745, samen met de tekst van de Xiaojing uitgehouwen in steen. Deze inscripties vormden de basis voor alle latere uitgaven.
In 1957 stelde de sinoloog William Hong dat er nooit een authentieke guwen versie van de Xiaojing heeft bestaan. Het boek was daar niet oud genoeg voor. Wel erkende hij dat er sinds de derde eeuw na Chr. een aantal commentaren is geweest die verbonden waren met Kong Anguo. Welke en hoeveel dat er waren doet echter niet meer ter zake als men de tekst waarover die commentaren gingen a priori als een vervalsing beschouwt.

## Vorm
Het boek is relatief klein van omvang, het bevat slechts 1800 karakters en bestaat uit negen juan, onderverdeeld in achttien secties (zhang, 章). Het werk begint met een voordracht van Confucius over de aard van de kinderlijke gehoorzaamheid. Tijdens die voordracht maakte zijn leerling Zengzi opmerkingen of gaf commentaar, waarop Confucius dan weer reageerde. Elke sectie bestaat uit een dialoog of is de voortzetting van een dialoog uit de voorafgaande sectie. Tien secties eindigen met een citaat uit de Shijing, één met een citaat uit de Shujing.

## Inhoud
Het werk beschrijft hoe men zich respectvol diende te gedragen ten opzichte van iemand met hogere sociale status. Dat kon de vader of een oudere broer zijn, maar ook de heerser (jun, 君). Omdat volgens Confucius iedereen in de samenleving een nauwkeurig omschreven plaats had, raakte dit gedrag de kern van het Confucianisme. Zolang iedereen zich vanuit zijn eigen maatschappelijke positie op de juiste wijze gedroeg waren er stabiele relaties binnen families en daarmee ook binnen een staat. Door voorbeelden uit een door hem geïdealiseerd verleden te volgen zou de sociale chaos en politieke wanorde die ten tijde van Confucius heerste, verdwijnen. Inhoudelijk vormt het werk een aanvulling op hoofdstuk 5 van de Liji, Zengzi Wen (曾子問, de 'Vragen van Zengzi').
Het werk bleef tot aan de val van het Keizerrijk een gerespecteerde tekst. Tijdens de 4 Mei-beweging van 1919 werd het begrip kinderlijke gehoorzaamheid echter zwaar bekritiseerd. Kinderen waren verplicht alles voor hun ouders op te geven als de omstandigheden dat vereisten en dienden autoriteit te gehoorzamen. Volgens een aantal intellectuelen, waaronder Lu Xun, leidde deze nadruk op trouw en gehoorzaamheid tot een ongebreidelde staatsmacht, die door niemand meer bestreden werd. Burgers kwamen moeilijk in beweging of waren niet meer in staat tot het hebben van originele gedachten of onafhankelijke meningen. Dit alles verhinderde de technische en maatschappelijke modernisering van China.

## Vertalingen
- Meurs, H. van, "Hiao". Chineesche kinderliefde. De kinderliefde als grondslag van Confucius' leer der staatsharmonie en de vermaarde 24 klassieke voorbeelden van die deugd / uit het Chineesch vertaald en toegelicht door H. van Meurs, Hilversum (Brand) 1938.

Bevat ook: Hiao king [Xiaojing], het traktaat van Confucius over de kinderliefde.
- Legge, James, The Shû king. The religious portions of the Shih king. The Hsiâo king. The sacred books of China. The texts of Confucianism translated, deel III, Oxford (At the Clarendon Press) 1879. Herdruk 1899, 1968 (Delhi (Motilal Banarsidass)).
- Chen, Ivan, The Book of Filial Duty. Hsiao ching / transl. from the Chinese Hsiao ching by Ivan Chên. With The twenty-four examples [by Kuo Chü-ching], Londen (J. Murray) 1908, Reeks: The wisdom of the East series. Herdruk 1920
- Makra, Mary Lelia, The Hsiao ching / transl. [from the Chinese] by Mary Lelia Makra ed. by Paul K. T. Sih, New York (St. John’s University Press) 1961.Reeks: Asian Institute translations no. 2.
- Wilhelm, Richard, Hiau Ging. Das Buch der Ehrfurcht, Peking (Verlag der Pekinger Pappelinsel) 1940.
- Rosny, Leon de, Le Hiao-king. Le livre sacré de la piété filiale / publ. en Chinois, avec une traduction Française et un commentaire perpétuel emprunté aux sources originales par Léon de Rosny, Parijs (Maisonneuve et Ch.Leclerc) 1889. Herdruk onder de titel: Le morale de Confucius, le livre sacré de la piété filiale / trad. du chinois par Léon de Rosny, Parijs (J. Maisonneuve) 1893.